# محمد جعفر (لاعب كرة قدم)
محمد جعفر (مواليد 7 يونيو 1990 في اللاذقية) هو لاعب كرة قدم سوري يلعب حالياً لنادي الوحدة السوري كمهاجم. فاز بجائزة هداف بطولة آسيا تحت 17 سنة 2006 ليقود سوريا إلى كأس العالم 2007 لأول مرة في تاريخها.

## روابط خارجية
- محمد جعفر على موقع Soccerway.com (الإنجليزية)